# Taïeb Sahbani
Taïeb Sahbani (arabe : الطيب السحباني), né le 9 mars 1925 à Tunis et mort le 5 décembre 2010, est un militant nationaliste, homme politique et diplomate tunisien.

## Biographie

### Formation et carrière professionnelle
Né le 9 mars 1925 à Tunis, il fait ses études secondaires au Collège Sadiki puis poursuit ses études supérieures en France où il finit agrégé de littérature. Étudiant, il est durant plusieurs années membre du bureau de l'Association des étudiants musulmans d'Afrique du Nord en France. De retour en Tunisie, il enseigne à l'Institut des études supérieures et à Sadiki.

### Diplomate
Avec l'indépendance de la Tunisie en 1956, Taïeb Sahbani entre dans le tout nouveau corps diplomatique tunisien. Il est nommé successivement ambassadeur à Rabat puis au Caire avant d'être promu secrétaire général du ministère des Affaires étrangères. C'est lors de cette période que Sahbani occupe les fonctions de membre de la commission de réconciliation africaine au Congo en 1960 puis celle de représentant personnel du secrétaire général des Nations unies, Dag Hammarskjöld, auprès du gouvernement belge pour les affaires du Congo, en 1961. Après la crise de Bizerte, en 1962, il préside la délégation tunisienne chargée des négociations avec le gouvernement français.
En 1965, le président Habib Bourguiba le nomme directeur de son cabinet,. Il occupe ce poste trois ans avant de retrouver la diplomatie en tant qu'ambassadeur à Tripoli en 1968, à Belgrade en 1970, puis à Sofia et enfin à Kigali. En 1970, il est membre de la délégation présidée par Bahi Ladgham et chargée de réconcilier le gouvernement jordanien et l'Organisation de libération de la Palestine.
Il retourne à l'administration centrale des Affaires étrangères en 1978 pour retrouver son poste de secrétaire général du ministère. Il est ensuite nommé en septembre 1980 comme délégué permanent de la Tunisie auprès de la Ligue arabe.
Sahbani fait son entrée au gouvernement le 5 novembre 1986 comme secrétaire d'État auprès du ministre des Affaires étrangères et conserve son poste après l'accession de Zine el-Abidine Ben Ali à la présidence de la République.

### Parlementaire
Sahbani a aussi eu une carrière parlementaire. En 1956, il est élu membre de l'assemblée constituante ; il est élu membre de la Chambre des députés pour la neuvième législature, entre 1994 et 1999. Le président Ben Ali le nomme le 1er août 2005 membre de la Chambre des conseillers, où il préside la commission des affaires politiques et des relations extérieures, jusqu'au 12 octobre 2010, lorsqu'il devient président de la commission des affaires politiques, des droits de l'homme et des relations extérieures.

### Activités partisanes
Militant destourien, Taïeb Sahbani devient secrétaire général adjoint de la fédération destourienne de Tunis. En 1962, il devient président du Conseil supérieur du Néo-Destour. Il préside dans la même période l'Association des anciens du Collège Sadiki. Lors du congrès du parti tenu à Bizerte en 1964, il est élu membre du bureau politique élargi.
Du 10 décembre 2001 et jusqu'à son décès, il préside le Conseil consultatif des résistants et des grands militants du Rassemblement constitutionnel démocratique (RCD),.

### Mort
Mort le 5 décembre 2010, il est inhumé deux jours plus tard au cimetière du Djellaz. L'oraison funèbre est prononcée par Fouad Mebazaa, président de la Chambre des députés et membre du bureau politique du RCD, en présence de nombreux officiels dont le Premier ministre, du président de la Chambre des conseillers, du secrétaire général du RCD, du mufti de la République, plusieurs membres du gouvernement, parlementaires et membres du bureau politique du RCD.

## Décorations
Taïeb Sahbani est grand cordon de l'Ordre de l'indépendance, grand cordon de l'Ordre de la République et commandeur de l'Ordre du 7-Novembre.